# FBC Ostrava
Der FBC Ostrava ist ein tschechischer Floorballverein aus Ostrava. Der Verein wurde 1993 unter dem Namen Dream Team Ostrava gegründet. Zur Saison 1996/97 erfolgte eine Namensänderung zum FBC Ostrava, und in der Saison 1999/2000 wurde dem Namen vorübergehend ein Titelsponsor hinzugefügt, somit an trat der Verein als FBC Pepino Ostrava auf. Die Vereinsfarben sind blau und gelb, der Verein zählt 890 Mitglieder. Vor der Saison 2002/03 erfolgte die Fusion mit dem Lokalrivalen North Stars Ostrava, was vor allem zu einer Stärkung der Nachwuchsbasis führte.
Sowohl die Herren- als auch die Damenmannschaft spielen in der höchsten Liga Tschechiens, der Livesport Superliga (Herren) bzw. ČEZ Extraliga (Damen). Die Herrenmannschaft wurde 2003 und 2004 tschechischer Pokalsieger und erreichte in beiden Jahren auch das Play-off-Finale um die Meisterschaft, wo man sich jeweils Tatran Střešovice geschlagen geben musste. Die Damenmannschaft wurde 2022 erstmals tschechischer Meister. Im Champions Cup 2023 war allerdings bereits im Halbfinale gegen das finnische Team TPS Endstation.

## Sporthalle
Die im November 2013 eröffnete ČPP-Arena ersetzte die aufblasbare Gorilla-Arena. Der Bau der Halle dauerte drei Monate, in denen zunächst die bestehende aufblasbare Halle abgebaut und anschließend eine neue Halle mit fester Struktur errichtet wurde. Die ČPP Arena ist die Heimstätte des Unihockeyvereins FBC Ostrava und dient zudem als Trainingszentrum für mehrere andere Unihockey-Teams aus Ostrava. An Wochenenden finden hier Ligaspiele und Turniere verschiedener Unihockey-Mannschaften aus Ostrava und Umgebung statt. In der Halle gibt es eine Tribüne für 500 Zuschauer.

## Erfolge
- Meister (Damen): 2022
- Pokalsieger (Herren): 2003, 2004